# 名城水処理センター

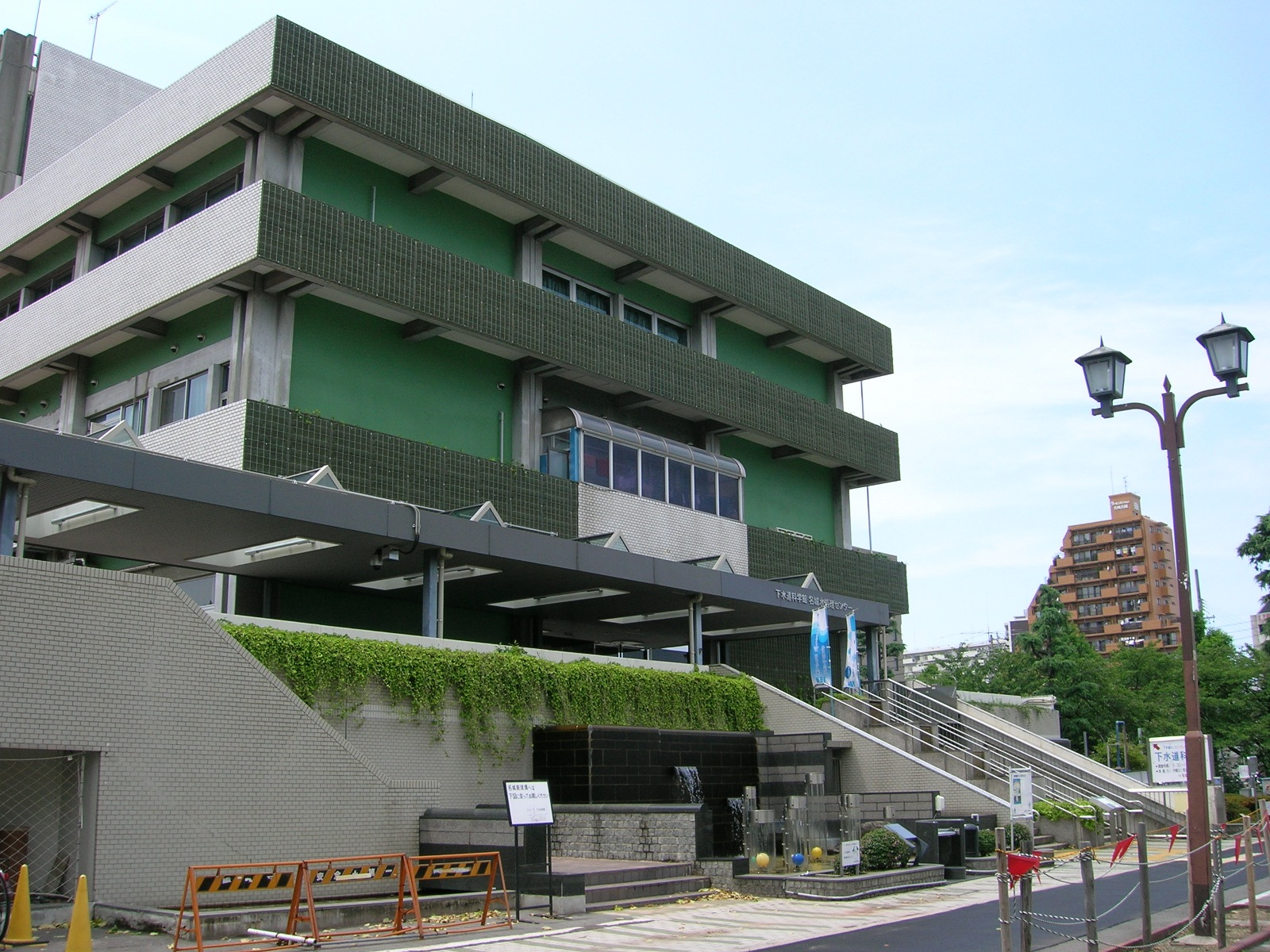
名城水処理センター

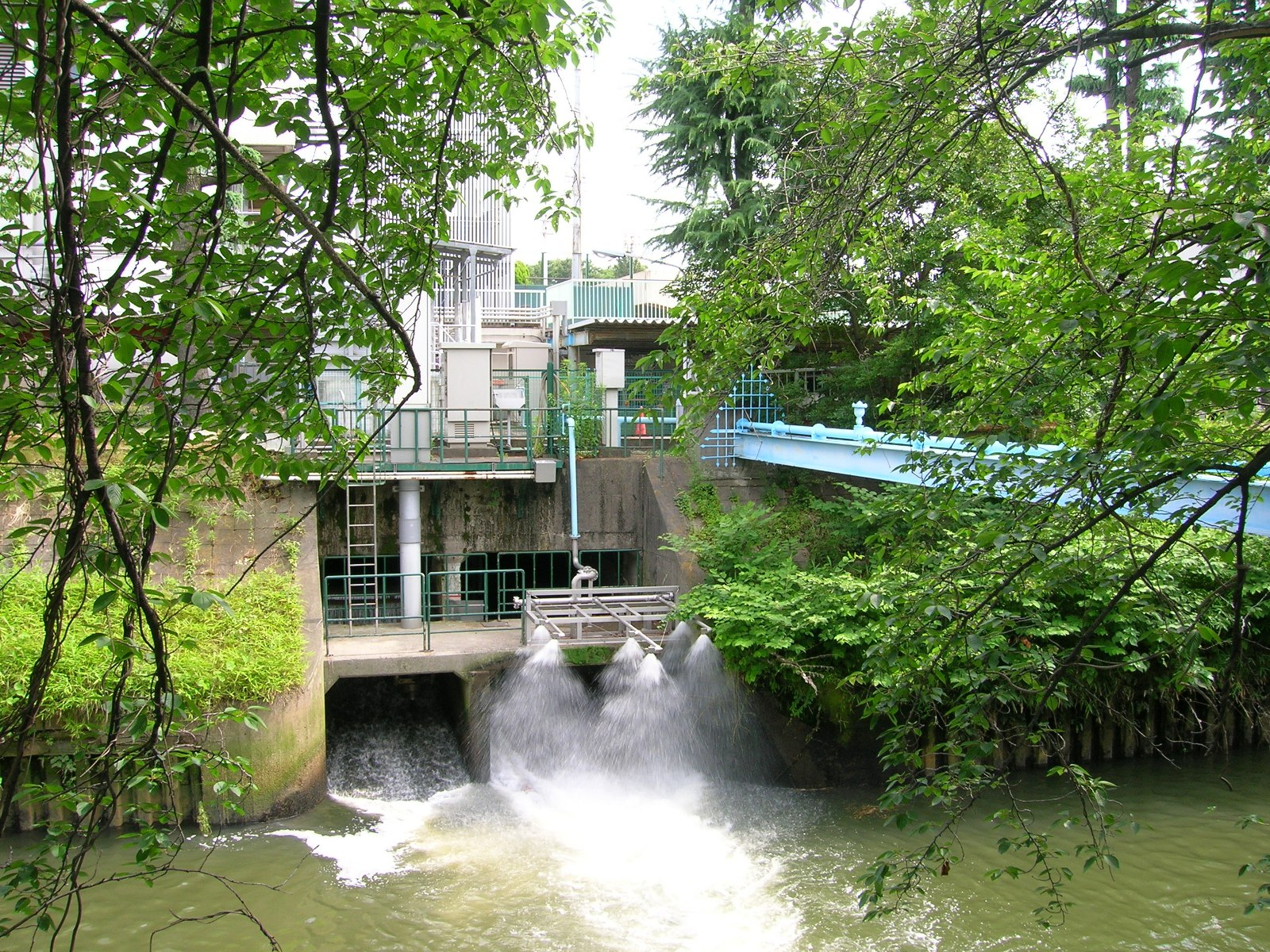
堀川への吐水口

名城水処理センター（めいじょうみずしょりセンター）は愛知県名古屋市北区にある名古屋市上下水道局の下水処理施設。かつては名城処理場という名称であったが、2008年（平成20年）4月に市上下水道局が下水処理場の呼称を「水処理センター」に変更した事に伴い、現在の名称となった。

## 概要
1963年（昭和38年）12月に着工、1965年（昭和40年）4月から運転を開始した下水処理場で、名城公園の北端に位置することから、施設の大半は覆蓋が施され、地上部には名城庭球場（テニスコート15面）などが置かれている。敷地面積16,500m2、処理区域は千種区・東区・北区・中区のそれぞれ一部で、処理方式は標準活性汚泥法。処理能力は最大100,000m3/日で、処理水は堀川に放流されており、2010年（平成22年）には放流水の水質向上のためディスクフィルタによるろ過設備（50,400m3/日）を追加設置している。
1988年（昭和63年）、建物正面に高度処理水を利用した噴水などを備えた「アーバンオアシス」が設置され、1989年（平成元年）には建物1階に下水道科学館が開設された。

## 所在地
- 愛知県名古屋市北区名城1丁目3番3号
- 北緯35度11分31.7秒 東経136度54分10.1秒 / 北緯35.192139度 東経136.902806度座標: 北緯35度11分31.7秒 東経136度54分10.1秒 / 北緯35.192139度 東経136.902806度